# Ego (dal)
Az Ego Beyoncé Knowles dala az I Am... Sasha Fierce című album deluxe kiadásáról. 2009. május 19-én jelent meg az album ötödik kislemezeként az Amerikai Egyesült Államokban. A dal Kanye West-féle feldolgozása felkerült az Above and Beyoncé (Video Collection & Dance Remixes) remix albumra.

## A kislemez dalai és remixei
- Album Version (Dirty)
- Album Version (Clean)/videó verzió
- Instrumental
- Remix feat. Kanye West
- Redsoul Club
- Redsoul Radio
- Karmatronic Club
- Karmatronic Radio
- DJ Escape & Johnny Vicious Remix
- OK DAC Remix
- Lost Daze Remix

## Ranglista
| Lista (2009)                         | Helyezés |
| ------------------------------------ | -------- |
| U.S. Billboard Hot 100               | 39       |
| U.S. Billboard Hot R&B/Hip-Hop Songs | 3        |